# Agfa Agfacolor
Agfacolor es el nombre comercial de los materiales fotográficos en color producidos por Agfa desde 1932. Entre 1932 y 1937 se trataba de películas y placas tramadas con grano, entre 1933 y 1936 eran películas lenticulares, entre 1936 y 1978 se producían películas reversibles para diapositivas y entre 1938 y 2005 se hacían películas negativas para impresiones en papel fotográfico.
Las películas Agfacolor han sido producidas por varias empresas de Agfa, entre las que se incluyen:
- IG Farben AG, entre 1936 y 1945.

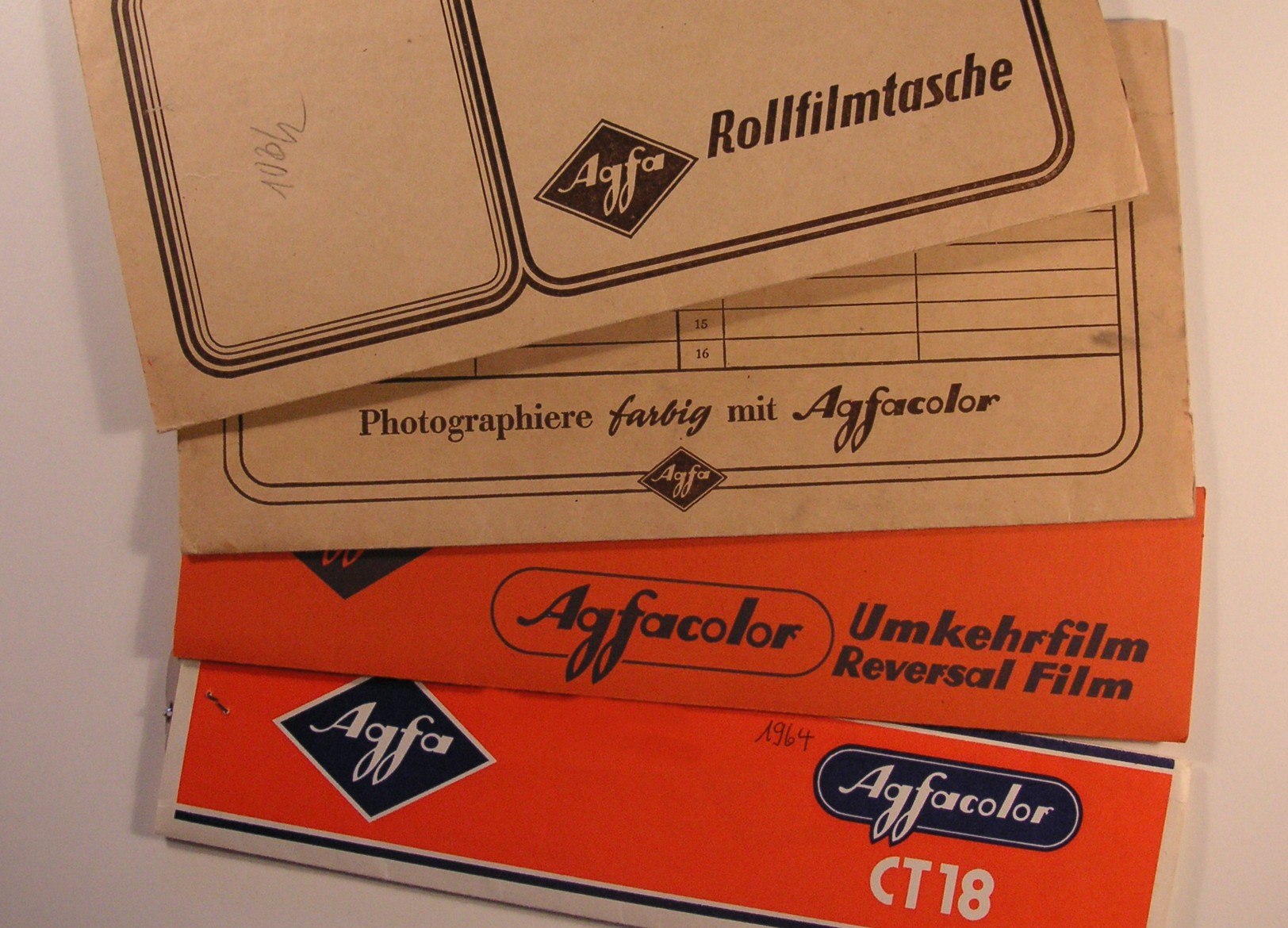
Envoltorios de la marca para películas positivas y negativos, 1952-1965

- Agfa Film Factory, una división de la empresa estatal soviética Photoplenka entre 1945 y 1953.
- VEB Filmfabrik Agfa Wolfen en Wolfen, República Democrática Alemana entre 1954 y 1964; que después fueron sustituidas por películas ORWO (Orwocolor y Orwochrome).
- Fábricas Bayer y Agfa AG, en Leverkusen, entre 1949 y 1964.
- Agfa-Gevaert AG, en Leverkusen, entre 1964 y 2004.
- AgfaPhoto GmbH, en Leverkusen, entre 2004 y 2005.

## Procesado
Las películas Agfacolor se procesaron originalmente utilizando el método Agfacolor. En este método los acopladores de color ya están incluidos en las capas de emulsión, de ese modo no tienen que ser cuidadosamente añadidas durante el revelado. Se considera el primer proceso negativo / positivo realizado mediante el revelado cromogénico tanto en películas de cine como en papel fotográfico en color.

## Historia

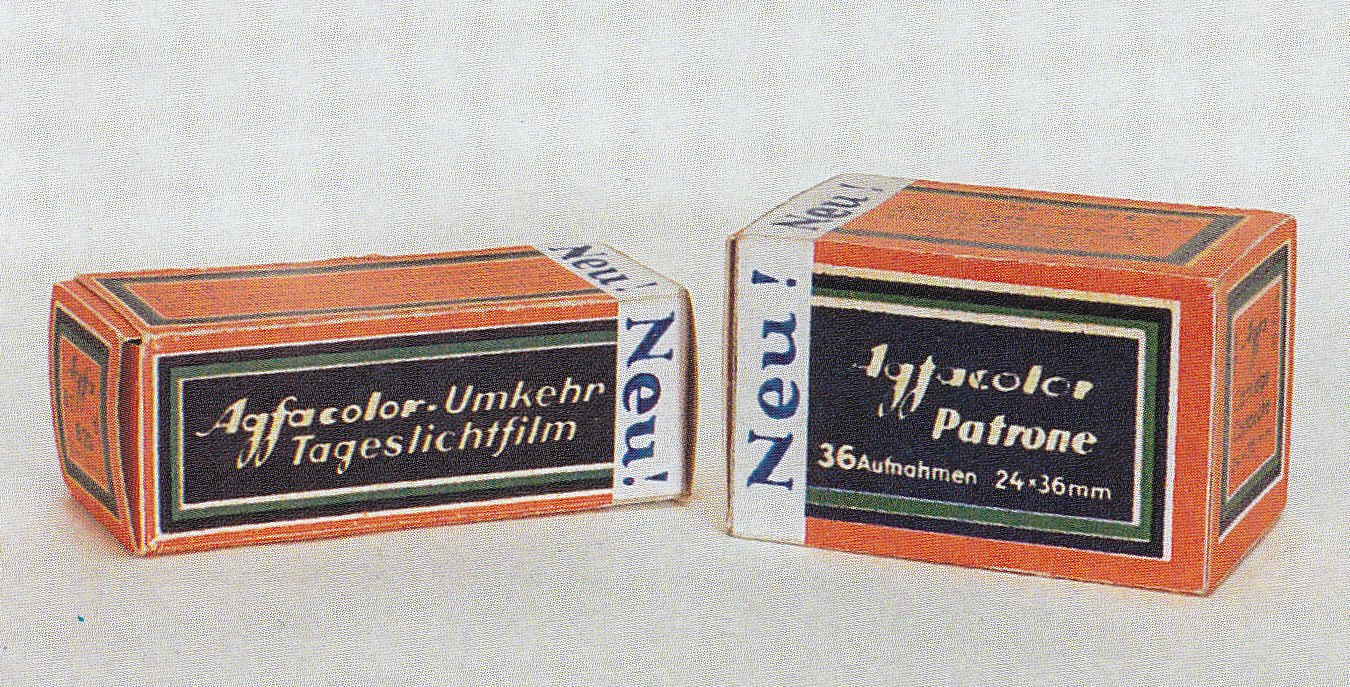
Rollos de película "Agfacolor Neu" y película de 35 mm en 1937.

Agfa está considerada como una empresa pionera en la fotografía en color. Ya en 1932, se presentó la primera película de color, llamada Agfacolor basada en el método de cuadrícula de grano. En 1932 se presentó una película de cine correspondiente con un ancho de imagen de 16 mm y en 1933 la primera película de 35 mm para fotografías en color (diapositivas). En 1936, Agfa lanzó al mercado la película Agfacolor-Neu, que fue la primera película de color moderna con capas sensibles al color incorporadas, es decir, constaba de tres capas de gelatina sensibles a la luz una encima de la otra con los acopladores de color incorporados en ellas, en contraste a las películas Kodachrome que no los lleva incorporados. Las tres capas están sensibilizadas (de arriba abajo) a azul, verde y rojo. Dado que los cristales de yoduro y bromuro de plata en las capas sensibilizadas verde y roja también son sensibles a la luz azul, existe una capa de filtro amarilla entre las capas azul y verde que absorbe la luz azul restante y cuyo color se desvanece durante el revelado.

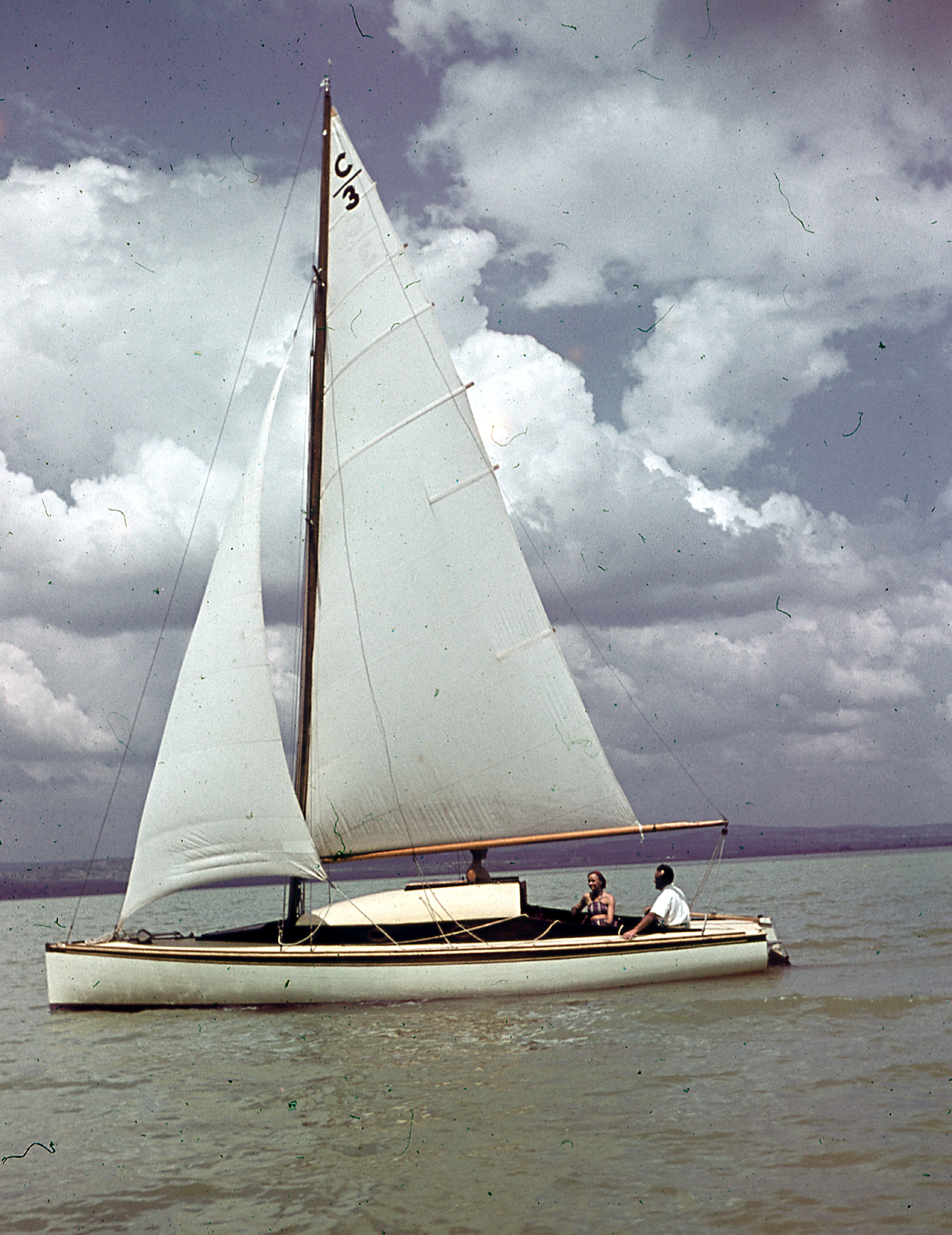
Agfacolor Neu (1936), Hungría 1939

La película Agfacolor-Neu estuvo disponible en primer lugar como película reversible para diapositivas y después también como película de cine. El negativo latente después de la exposición se revela primero como una imagen en blanco y negro para luego cubrir las sales de plata presentes y sin revelar aún mediante la post-exposición de la película. Luego, el color es desarrollado por la acción del N, N-dietil-p-fenilendiamina (T22), que forma los tintes reales sobre los acopladores de color oxidados por la sal de plata. La plata reducida de las sales de plata durante el primer revelado se oxidan con ferricianuro de potasio y se disuelve, de modo que finalmente solo queda el positivo formado por las partículas de los colorantes. Esta película poseía una fotosensibilidad baja con valores de ISO 4/7 °, que era significativamente menor que la que tenían las películas en blanco y negro en esa época.
En 1938, la sensibilidad se mejoró agregando trazas de rodanuro de oro y aumentó a ISO 16/13 ° (nominal: 15/10 ° DIN), lo que hacía que la película sea más adecuada para tomas manuales sin trípode. Sin embargo, la producción de ampliaciones de papel solo fue posible con procesos especiales que utilizaban separaciones de color.
La película cinematográfica Agfacolor fue la primera en utilizar el proceso negativo / positivo con revelado cromogénico. Durante el revelado en un solo paso, los acopladores de color y el revelador de color producían los colores complementarios amarillo, magenta y cian. El resultado es un negativo a partir del cual se pueden producir mediante copia imágenes positivas (en papel Agfacolor) y películas para demostración (en película positiva Agfacolor).
En 1942, la película fotográfica negativa Agfacolor y el papel fotográfico Agfacolor, que solo estuvieron disponibles con fines propagandísticos y militares hasta el final de la guerra, se presentaron en la conferencia de Film und Farbe en Dresde. Kodacolor de Kodak, una película con básicamente la misma estructura, también salió al mercado en 1942, pero con un sistema de procesamiento que no era compatible con Agfacolor. La diferencia estaba en la forma en que los acopladores de color estaban anclados en las tres capas fotográficas. Mientras que Agfa se basó en moléculas resistentes a la difusión con largas cadenas de hidrocarburos saturados similares a los ácidos grasos que no podían migrar a la capa de gelatina adyacente, Kodak usó pequeñas gotas de aceite en la gelatina, es decir, acopladores de color insolubles en agua y protegidos con aceite. Este proceso se estableció desde hace mucho tiempo generalmente para diapositivas en color y películas negativas.
En Estados Unidos se comercializaba Agfacolor mediante la empresa Ansco que se dedicaba a importar los productos. Al iniciarse la Segunda Guerra Mundial fue nacionalizada y se dedicó a producir unas películas similares en una fábrica en Binghamton (Nueva York) pero que no pudieron competir con las de Kodak.

### Agfacolor en el cine
Agfacolor también se abrió camino en la producción cinematográfica alemana a partir de 1939. El éxito del sistema Technicolor de Estados Unidos con llenos de taquilla como en las películas Robin Hood y Lo que el viento se llevó fue el impulso para esto.
Por razones de prestigio y para demostrar la eficiencia de la industria cinematográfica alemana incluso en tiempos de guerra, el desarrollo técnico avanzó rápidamente. El primer largometraje alemán filmado en Agfacolor se tituló Frauen sind doch bessere Diplomaten; fue creado entre 1939 y 1941 y mostró una implementación de color relativamente inmadura. El proceso Agfacolor fue mejorado continuamente durante la producción de otras películas de color. La película Münchhausen, que se estrenó en 1943 para el 25º aniversario de Ufa, Agfacolor pudo ponerse al día con el proceso Technicolor técnicamente mucho más complejo en términos de calidad de imagen. Al final de la guerra en 1945, se rodaron en Alemania un total de 13 largometrajes en color: Die goldene Stadt (1942), Das Bad auf der Tenne (1943), Immensee (1943), Münchhausen (1943), Die Frau meiner Träume (1944), Opfergang (1944), Große Freiheit No. 7 (1944) y Kolberg (1945). Así como otras películas de 1944/1945: Wiener Mädeln, Das kleine Hofkonzert, Ein toller Tag y Die Fledermaus (1946), que fueron preparadas para su proyección por la DEFA (RDA) después de la guerra. Después se produjeron numerosas películas cinematográficas en Agfacolor hasta la década de 1960, cuando se formó el Grupo Agfa-Gevaert en 1964, la sucursal belga asumió la responsabilidad de los materiales de las películas cinematográficas en color, que salieron al mercado con las marcas Gevacolor y, finalmente, Agfa XT, que ya no siguió el proceso de Agfacolor. VEB Filmfabrik Wolfen en la RDA también cambió el nombre de sus películas de Agfacolor a Orwocolor en 1964.

### Desarrollo después de 1945

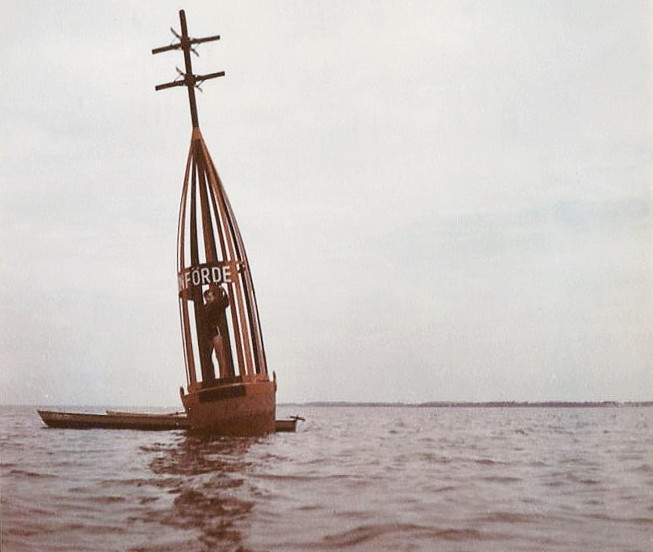
Primera fotografía en color sobre película negativa Agfacolor L NT, Bahía Eckernförde en el verano de 1952.

Después de la publicación de las recetas de Agfacolor y el lanzamiento obligatorio del proceso Agfacolor en 1945, varios fabricantes (Adox, Ferrania, Fuji, Gevaert, Konishiroku (ahora Konica ), Tellko, Valca) produjeron sus películas y papeles fotográficos, aunque los procesos de revelado fueron variados y diferentes según el fabricante. A partir de 1978, comenzando con la película negativa Agfacolor CNS 400 de alta sensibilidad, Agfa-Gevaert cambió al empleo de la química Kodak (acopladores de color insolubles en agua y protegidos con aceite), por lo que las películas de color Agfa y Kodak tuvieron que procesarse en los mismos procesos de revelado: el C-41 que todavía existe hoy para negativos o el E-6 para diapositivas. En consecuencia, este cambio a la química de Kodak tuvo lugar con negativos en color y películas de diapositivas en color, así como con papeles en color. El cambio trajo una ganancia significativa en la, el grano fino y la calidad de reproducción del color de las películas. El tiempo de procesamiento en baños calientes a 38 °C en comparación con los tiempos de revelado de las películas Agfacolor / Agfachrome fue de 18 a 25 °C significativamente reducido. Al mismo tiempo, productos tradicionales tan conocidos como la película para diapositivas Agfacolor CNS y Agfacolor CT18 desaparecieron del mercado. El desarrollo de los antiguos procesos de Agfa todavía son posibles hoy en algunos laboratorios especializados en el Reino Unido y los EE. UU.
La marca Agfacolor se utilizó para películas negativas en color hasta la quiebra de AgfaPhoto GmbH, que se separó del grupo Agfa-Gevaert en 2005. Las películas Vista / Optima producidas más recientemente fueron certificadas en pruebas en revistas fotográficas con la mayor fidelidad de color e insensibilidad a los cambios de color, por ejemplo, debido a la luz del tubo fluorescente. Mientras tanto, sin embargo, los productos del antiguo competidor Fuji se venden bajo la marca (impresa "Made in Japan").
Los últimos productos incluyeron:
- Las películas negativas en color profesionales del llamado sistema de tríada de Agfa introducido a principios de la década de 1990: Agfacolor Portrait (para retratos), Agfacolor Optima (para fotografías de paisajes), Agfacolor Ultra (alta saturación de color).
- La película de inversión de color RSX-II. Todavía hoy es producido por el belga Agfa-Gaevert como una película aérea profesional Aviphot, que se vende bajo la marca Rollei con el nombre de Digibase.
- El Agfacolor HDC.
- Las dos películas para aficionados Agfacolor Vista (negativo en color; bajo este nombre todavía se venden material original de Agfa, ya que el apéndice de la parte positiva del nombre es material Fuji) y Agfa Precisa (película de diapositivas en color).

## Poder de resolución
La granulosidad se informa como un valor RMS. El poder de resolución se midió mediante varios contrastes de objetos (1,6: 1 y 1000: 1) y se expresa en líneas por milímetro. 
| Tipo de filme            | Granulado ( RMS ) | Potencia de resolución en L / mm con contraste de objetos | Potencia de resolución en L / mm con contraste de objetos |
| Tipo de filme            | Granulado ( RMS ) | 1,6: 1                                                    | 1000: 1                                                   |
| ------------------------ | ----------------- | --------------------------------------------------------- | --------------------------------------------------------- |
| Agfacolor XRG 100        | 4.5               | 50                                                        | 130                                                       |
| Agfacolor XRS 1000 Prof. | Octavo            | 40                                                        | 100                                                       |